# Phumosia elegans
Phumosia elegans este o specie de muște din genul Phumosia, familia Calliphoridae, descrisă de Hiromu Kurahashi în anul 1989. Conform Catalogue of Life specia Phumosia elegans nu are subspecii cunoscute.